# Кауфманн, Гюнтер
Гюнтер Кауфманн (16 июня 1947, Мюнхен — 10 мая 2012, Берлин) — немецкий актёр и певец, более всего известный своими ролями в фильмах Райнера Вернера Фасбиндера. В общей сложности Кауфман участвовал в 14 фильмах Фасбиндера, снимаясь как в главных, так и во второстепенных ролях. Актёра связывали с режиссёром романтические отношения.
В 2002 году Кауфманн был обвинен в убийстве по делу о смерти в 2001 году Хармута Хагена, шестидесятилетнего бухгалтера, у которого Кауфман вымогал деньги. Несмотря на то, что позднее смерть была признана случайностью, Кауфманн был приговорен к тюрьме за менее тяжкие преступления по этому же делу. В 2005 году новое полицейское расследование выявило, что Кауфманн был невиновен и сознался в преступлениях, чтобы отвести подозрения от своей жены. Вскоре Кауфманн был освобожден из тюрьмы и продолжил свою актёрскую карьеру.

## Биография
Гюнтер Кауфман родился в Хазенбергле, районе Мюнхена. Его мать была немкой, а отец американским солдатом-негром, который остался в Германии после окончания Второй мировой войны.
Не актёр по образованию, Кауфманн был замечен Райнером Вернером Фасбиндером. Его первым актёрским опытом в кино стала в 1970 году эпизодическая роль в телевизионном спектакле, поставленном Фолкером Шлендорфом по пьесе Бертольта Брехта «Ваал» (англ. Baal), в котором Фасбиндер играл заглавную роль. В тот же год Фасбиндер утвердил Кауфмана на роль «Гюнтера» в своем фильме «Боги чумы».

## Отношения с Фасбиндером
Несмотря на то, что на момент встречи с Фасбиндером Кауфманн был женат, у них завязался роман. О Кауфманне часто говорят как о первой в режиссёрской карьере Фасбиндера серьёзной влюбленности. Как и многие другие, эти отношения  у Фасбиндера были тяжелыми, и режиссёр часто пытался купить внимание Кауфманна дорогими подарками, успешнее всего машинами. В это же самое время Фасбиндер женился на Ингрид Кавен, актрисе, которая как и Кауфман, регулярно появлялась в фильмах режиссёра и входила в тесный круг его друзей.
К 1971 году Фасбиндер и Кауфман расстались, и у режиссёра начались ещё более проблемные отношения, на этот раз — с иммигрантом из Марокко Эль Хеди Бен Салемом Бареком Мохаммедом Мустафой. 
В дальнейшем Кауфманн продолжал появлялся во многих известных фильмах режиссёра, иногда он участвовал в создании песен для саундтреков к фильмам. В последнем фильме Фасбиндера «Керель» Кауфманн сыграл роль хозяина борделя Ноно.

## После смерти Фасбиндера, работа на телевидении и третья женитьба
После того, как Фасбиндер умер в 1982 году от передозировки наркотиков, Кауфман играл эпизодические роли в фильмах. В 1986 году он женился на своей третьей жене, Александре Кауфманн, с которой он останется до её смерти от рака в 2001 году.
В девяностых годах он начинает чаще выступать, появляясь в ролях временных персонажей во многих телевизионных шоу. Тем не менее, к двухтысячным годам его актёрские гонорары начали сокращаться, а состояние его больной раком жены буквально таяло из-за того, что приходилось платить за лечение. В конце концов Кауфманн решается на вымогательство приблизительно 500 000 долларов у их бухгалтера Хармута Хагена.

## Смерть Хармута Хагена, осуждение и реабилитация
В 2001 году бухгалтер Хармут Хаген был найден мертвым, предположительно задушенным. Из-за истории с вымогательством в убийстве обвинили Кауфманна. В 2002 году эта смерть была признана случайной после показаний, данных Кауфманном, на момент происшествия весившим около 118 кг, что во время драки он упал на хрупкого Хагена. Вместо обвинения в убийстве он был приговорен к пятнадцати годам тюрьмы за вымогательство и ограбление. В 2005 году полицейское расследование выявило, что Кауфманн не был участником этих преступлений, но признался в них, чтобы отвести подозрения от своей жены. Расследование также подтвердило, что Хаген действительно был убит, но не Кауфманом, как выяснилось, а тремя мужчинами, которых наняла жена, причём без его ведома.

## Освобождение из тюрьмы и дальнейшая жизнь
Кауфман был освобожден из тюрьмы в 2005 году. Вскоре он возобновил актёрскую деятельность, продолжая сниматься во второстепенных ролях в фильмах и на телевидении.

## Смерть
Гюнтер скончался в четверг 10 мая в Берлине в 64-летнем возрасте от сердечного приступа. Ему стало плохо во время прогулки в столичном районе Груневальд. 11 мая факт смерти подтвердила дочь артиста Ева.

## Личное
Его сын Дэйв работает как рок- и соул-певец. Он принял участие в 2009 German version of «Got Talent».

## Фильмография
- 1969 — Ваал / Baal  (ТВ)
- 1969 — Боги чумы / Götter der Pest — Гюнтер
- 1970 — Кофейня / Das Kaffeehaus (ТВ) — Линдер
- 1970 — Почему рехнулся господин Р.? (фильм) / Warum läuft Herr R. Amok?
- 1970 — Поездка в Никласхаузен / Die Niklashauser Fahrt (ТВ) — лидер фермеров
- 1971 — Рио дас Мортес / Rio das Mortes (ТВ) — Гюнтер — главная роль
- 1971 — Сапёры в Ингольштадте / Pioniere in Ingolstadt (ТВ) — Макс
- 1971 — Уайти / Whity — Уайти — главная роль
- 1971 — Комиссар полиции / Der Kommissar (сериал) — пешеход
- 1972 — Людвиг — Реквием по королю-девственнику / Ludwig — Requiem für einen jungfräulichen König — граф Гольнштайн
- 1974 — 1 Берлин-Гарлем / 1 Berlin-Harlem
- 1974—1998 — Деррик / Derrick (сериал) — Бубал
- 1978 — В год тринадцати лун / In einem Jahr mit 13 Monden — Джей Смолик, шофёр
- 1978 — Замужество Марии Браун / Die Ehe der Maria Braun — американец в поезде
- 1979 — Третье поколение / Die dritte Generation — Франц Уолш
- 1980 — Берлин, Александерплац / Berlin Alexanderplatz  (телесериал) — Тео
- 1981 — Лола / Lola — Ги
- 1981 — Сегодня играем мы с боссом / Heute spielen wir den Boß
- 1982 — Тоска Вероники Фосс / Die Sehnsucht der Veronika Voss — дилер
- 1982 — Керель / Querelle — Ноно, хозяин борделя
- 1982 — Камикадзе 1989 / Kamikaze 1989 — Антон — главная роль
- 1983 — Ревущие пятидесятые / Die wilden Fünfziger
- 2007 — Лерой / Leroy — отец Лероя
- 2007 — Белые лилии / Weisse Lilien — Марк
- 2009 — Убийства — мой конёк, дорогая / Mord ist mein Geschäft, Liebling — Сальваторе Марино
- 2010 — Джерри Коттон / Jerry Cotton — Джо Бранденберг
- 2012 — Турецкий для начинающих / Türkisch für Anfänger — Тонго